# Oreolandreva
Oreolandreva is een geslacht van rechtvleugeligen uit de familie krekels (Gryllidae). De wetenschappelijke naam van dit geslacht is voor het eerst geldig gepubliceerd in 1945 door Lucien Chopard.

## Soorten
Het geslacht Oreolandreva  is monotypisch en omvat slechts de volgende soort:
- Oreolandreva brevipennis (Chopard, 1945)